# 路德維希 (黑森-菲利普斯塔爾)
路德維希（德語：Ludwig von Hessen-Philippsthal，1766年10月8日—1816年2月15日），黑森-菲利普斯塔爾伯爵，1813年至1816年在位。

## 家庭
1791年，路德維希與瑪麗·法蘭西絲卡·貝葛·馮·特利普斯（Marie Franziska Berghe von Trips）結婚，兩人共有1子1女：
1. 卡羅琳（1793年—1872年）
2. 威廉（1798年—1802年），夭折